# Massa media
In chimica si definisce massa media di una molecola la massa molecolare di quella molecola calcolata prendendo per ogni elemento la massa media, cioè la media ponderata sull'abbondanza in natura della massa relativa di ogni isotopo.